# Raj odzyskany
Raj odzyskany (ang. Paradise Regained) – poemat autorstwa Johna Miltona opublikowany w 1671, nawiązujący tytułem do jego wcześniejszego poematu epickiego Raj utracony i poruszający podobne tematy teologiczne. Treść poematu skupia się wokół kuszenia Chrystusa przez Szatana. Utwór jest napisany wierszem białym (blank verse).

I, who erewhile the happy Garden sung
By one man's disobedience lost, now sing
Recovered Paradise to all mankind,
By one man's firm obedience fully tried
Through all temptation, and the Tempter foiled
In all his wiles, defeated and repulsed,
And Eden raised in the waste Wilderness.

Na język polski epopeję Miltona przełożył Jacek Idzi Przybylski.
Naśladownictwem Raju odzyskanego jest epos Emanuel; or, Paradise regained, an epic poem Jamesa Ogdena z 1797.